# Садиня вас (община Любляна)
Вижте пояснителната страница за други значения на Садиня вас.
Садиня вас (на словенски: Sadinja vas) е село в Словения, регион Средна Словения, община Любляна. Според Националната статистическа служба на Република Словения през 2015 г. селото има 474 жители.